# Fulcher l'Ancien
 (octobre 2024).
Fulcher l'Ancien, ou encore Foucher ou Fouquier Ier (c850 - av.909) est est un noble appartenant à l'aristocratie foncière gallo-romaine provençale. Il est le père de Saint Mayeul et tige, selon quelques auteurs, de la famille d'Agoult.

## Biographie
Une charte du Cartulaire de l'Église d'Apt (C.11) nous indique que son père se prénommait Robert et qu'il était possessionné dans le Pagus Albionis. Il est principalement grâce à une charte de l'abbaye de Cluny (C. 105) datée de 909 qui détaille de douaire concédé par son fils, Fulcher le Jeune à sa femme Raimodis, petite-fille de Maïeul Ier, vicomte de Narbonne. L'onomastique et la conception germanique du douaire suggère néanmoins que la famille s'est alliée par mariage à la noblesse franque lors de la reprise en main carolingienne de la Provence à la fin du VIIIe siècle lorsque Charles Martel est venu mâter Mauronte et les provençaux rebels.
A travers cette charte, Fulcher le Jeune apparait comme un des plus grands propriétaires fonciers de Provence, possédant plusieurs dizaines de villae dispersées dans toute la région. Elles se trouvent en particulier dans les pagus d'Aix, d'Apt, de Venasque, de Riez, de Senez, de Glandevès, de Draguignan et de Fréjus. Etant donné que les frères cadets de Fulcher le Jeune ont du hériter de leur côté d'une part du domaine de leur père, on peut supposer l'étendue des propriétés de Fulcher l'Ancien comme encore nettement plus étendues (les historiens estiment que ce nombre dépasse la centaine).
L'immensité de ce domaine et sa concentration aux alentours du cours moyen de la Durance est peut-être à l'origine du nom de la ville de Forcalquier. Dans le premier acte où Adélaïde de Forcalquier s'est intitulée comtesse de Forcalquier en janvier 1110, elle revendique le titre de comitissa Fulcheriensis, que l'on peut rapprocher du nom de Fulcher porter par Fulcher l'Ancien et son fils (en latin Fulcherius, Fulcherio).

## Famille
On ignore le nom de sa femme. Mais il aurait eu trois enfants[réf. nécessaire] : 
- Fulcher/Fouquier (c. 880 - av. 918), marié à Raimodis, probablement issue de la famille vicomtale de Narbonne, d'où descendance.
- Rainoard
peut-être le Renouard à la force herculéenne allié de Guillaume le libérateur dans la Chanson de Guillaume ou l'Aliscans, ou plus probablement son père.[réf. nécessaire]
- Gairald, mariée à Aviorda/Inaiorda.

Il est également possible qu'il ait eu un frère appelé Vuaracon et un autre Gairald, comme son fils, mentionnés comme témoins dans des chartes du cartulaire d'Apt datés de 906.